# Hóa Châu, Huế
Hóa Châu là một phường thuộc thành phố Huế, Việt Nam.

## Lịch sử
Hóa Châu từng là một địa danh cũ trong lịch sử Việt Nam. Nguyên xưa Hóa Châu vốn là đất Ulik của Vương quốc Champa. Năm 1306, quốc vương Champa Jaya Simhavarman III sai sứ sang cầu thân với nhà Trần. Vua của Đại Việt bấy giờ là Trần Anh Tông đồng ý gả em gái là công chúa Huyền Trân cho quốc vương. Vua Champa đã cắt 2 vùng đất Vuyar và Ulik dâng cho Đại Việt để làm quà hồi môn. Đại Việt tiếp nhận món quà này, đổi tên đất Vuyar thành Thuận Châu và đất Ulik thành Hóa Châu. Đất Hóa Châu thời Trần gần tương ứng với địa bàn của 2 thành phố Huế và Thành phố Đà Nẵng..
Địa bàn phường Hóa Châu ngày nay vào thời Lê là vùng giáp ranh giữa 2 huyện Kim Trà và Đan Điền, đều thuộc phủ Triệu Phong, thừa tuyên Thuận Hóa; nhỏ hơn rất nhiều so với đất Hóa Châu thời Trần. Sau khi Nguyễn Hoàng vào Nam, đã cho đổi huyện Kim Trà thành Hương Trà và huyện Đan Điền thành Quảng Điền, vẫn thuộc phủ Triệu Phong. Năm 1801, chúa Nguyễn Ánh lấy 3 huyện Hương Trà, Quảng Điền và Phú Vang (vốn là huyện Tư Vinh thời Lê, được Nguyễn Hoàng đổi thành Phú Vinh 富榮, nhưng thường đọc trại thành Phú Vang) lập thành dinh Quảng Đức. Sau khi lên ngôi, năm 1805, Gia Long đặt dinh Quảng Đức làm Trực lệ, trực thuộc Kinh sư. Năm 1822, Minh Mạng đổi dinh trực lệ Quảng Đức thành phủ Thừa Thiên. Địa bàn phường Hóa Châu ngày nay nằm chồng lấn trên 2 tổng Vĩnh Trị của huyện Hương Trà và An Thành của huyện Quảng Điền, đều thuộc phủ Thừa Thiên.
Năm 1956, chính quyền Việt Nam Cộng hòa đã phân chia địa giới hành chính, theo đó đổi các huyện Hương Trà và Quảng Điền thành quận, thuộc tỉnh Thừa Thiên, thành lập và phân chia thành các xã mới. Địa bàn phường Hóa Châu ngày nay khi đó nằm trên địa bàn các xã Hương Vinh, Hương Hòa (quận Hương Trà) và Quảng Lộc (quận Quảng Điền). Năm 1958, xã Hương Hòa được đổi thành Quảng Hòa và được nhập vào quận Quảng Điền.
Ngày 24 tháng 2 năm 1976, Chính phủ Cách mạng lâm thời Cộng hòa miền Nam Việt Nam ban hành Nghị định số 3/NQ/1976 về việc hợp nhất tỉnh Quảng Bình, Quảng Trị, Thừa Thiên và thành phố Huế thành một tỉnh, lấy tên là tỉnh Bình Trị Thiên. Các huyện Hương Trà và Quảng Điền đều trực thuộc tỉnh Bình Trị Thiên. Tháng 3 năm 1976, xã Quảng Hòa được đổi tên thành xã Hương Phong và nhập vào huyện Hương Trà. Ngày 11 tháng 3 năm 1977, Hội đồng Chính phủ ban hành Quyết định số 62-CP, theo đó hợp nhất ba huyện Phong Điền, Quảng Điền, Hương Trà thành huyện Hương Điền. Địa bàn phường Hóa Châu ngày nay khi đó nằm trên địa bàn các xã Hương Vinh, Hương Phong và Quảng Lộc thuộc huyện Hương Điền. Đến ngày 11 tháng 9 năm 1981, Hội đồng Bộ trưởng ban hành Quyết định 64-HĐBT; theo đó, sáp nhập các xã Hương Vinh, Hương Phong vào thành phố Huế. Ngày 6 tháng 1 năm 1983, xã Quảng Lộc được tách thành 2 xã là Quảng Thành và Quảng An, vẫn thuộc huyện Hương Điền.
Ngày 30 tháng 6 năm 1989, tỉnh Bình Trị Thiên được tách thành 3 tỉnh mới là tỉnh Quảng Bình, tỉnh Quảng Trị và tỉnh Thừa Thiên Huế. Huyện Hương Điền thuộc tỉnh Thừa Thiên Huế. Ngày 30 tháng 9 năm 1990, huyện Hương Điền lại được tách trở lại 3 huyện Hương Trà, Phong Điền và Quảng Điền. Các xã Hương Vinh, Hương Phong cũng được tách khỏi thành phố Huế, trả về cho huyện Hương Trà vừa tái lập. Địa bàn phường Hóa Châu ngày nay khi đó nằm trên địa bàn các xã Hương Vinh, Hương Phong (huyện Hương Trà) và Quảng Thành (huyện Quảng Điền).
Ngày 15 tháng 11 năm 2011, huyện Hương Trà được chuyển thành thị xã Hương Trà. Các xã Hương Vinh, Hương Phong trực thuộc thị xã Hương Trà. Ngày 27 tháng 4 năm 2021, Ủy ban Thường vụ Quốc hội ban hành Nghị quyết số 1264/NQ-UBTVQH14 (nghị quyết có hiệu lực từ ngày 1 tháng 7 năm 2021). Các xã Hương Vinh, Hương Phong lại được sáp nhập vào trở lại thành phố Huế.
Ngày 30 tháng 11 năm 2024, Quốc hội ban hành Nghị quyết số 175/2024/QH15 về việc thành lập thành phố Huế trực thuộc trung ương trên cơ sở toàn bộ diện tích và dân số tỉnh Thừa Thiên Huế. Cùng ngày, Ủy ban Thường vụ Quốc hội cũng ban hành Nghị quyết số 1314/NQ-UBTVQH15 về việc sắp xếp đơn vị hành chính cấp huyện, cấp xã của thành phố Huế mới. Theo đó, xã Hương Phong được nâng làm phường Hương Phong, thuộc quận Thuận Hóa và xã Hương Vinh được nâng làm phường Hương Vinh thuộc quận Phú Xuân. Địa bàn phường Hóa Châu ngày nay khi đó nằm trên địa bàn các phường Hương Vinh (quận Phú Xuân), Hương Phong (quận Thuận Hóa) và Quảng Thành (huyện Quảng Điền).
Ngày 16 tháng 6 năm 2025, Ủy ban Thường vụ Quốc hội ban hành Nghị quyết số 1675/NQ-UBTVQH15 về việc sắp xếp đơn vị hành chính cấp xã của thành phố Huế năm 2025. Theo đó, sáp nhập toàn bộ diện tích tự nhiên, quy mô dân số của phường Hương Phong, phường Hương Vinh và xã Quảng Thành thành phường mới có tên gọi là phường Hóa Châu.